# Manhattan Valley

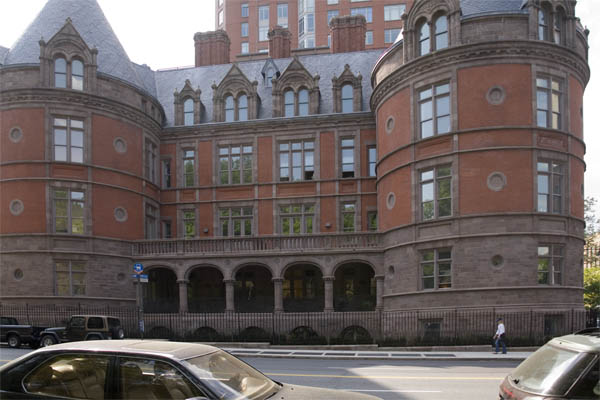
El Hospital del Cáncer de Nueva York, construido en 1887 y ahora convertido en un condominio, en Central Park West entre calles 106 y 105.

Manhattan Valley es un barrio localizado en el Upper West Side de Manhattan en la Ciudad de Nueva York, y limita con West 110th Street al norte, Central Park West al este, West 96th Street  al sur, y Broadway al oeste.  Anteriormente era conocido como el Distrito Bloomingdale, nombre que aún sigue en uso.

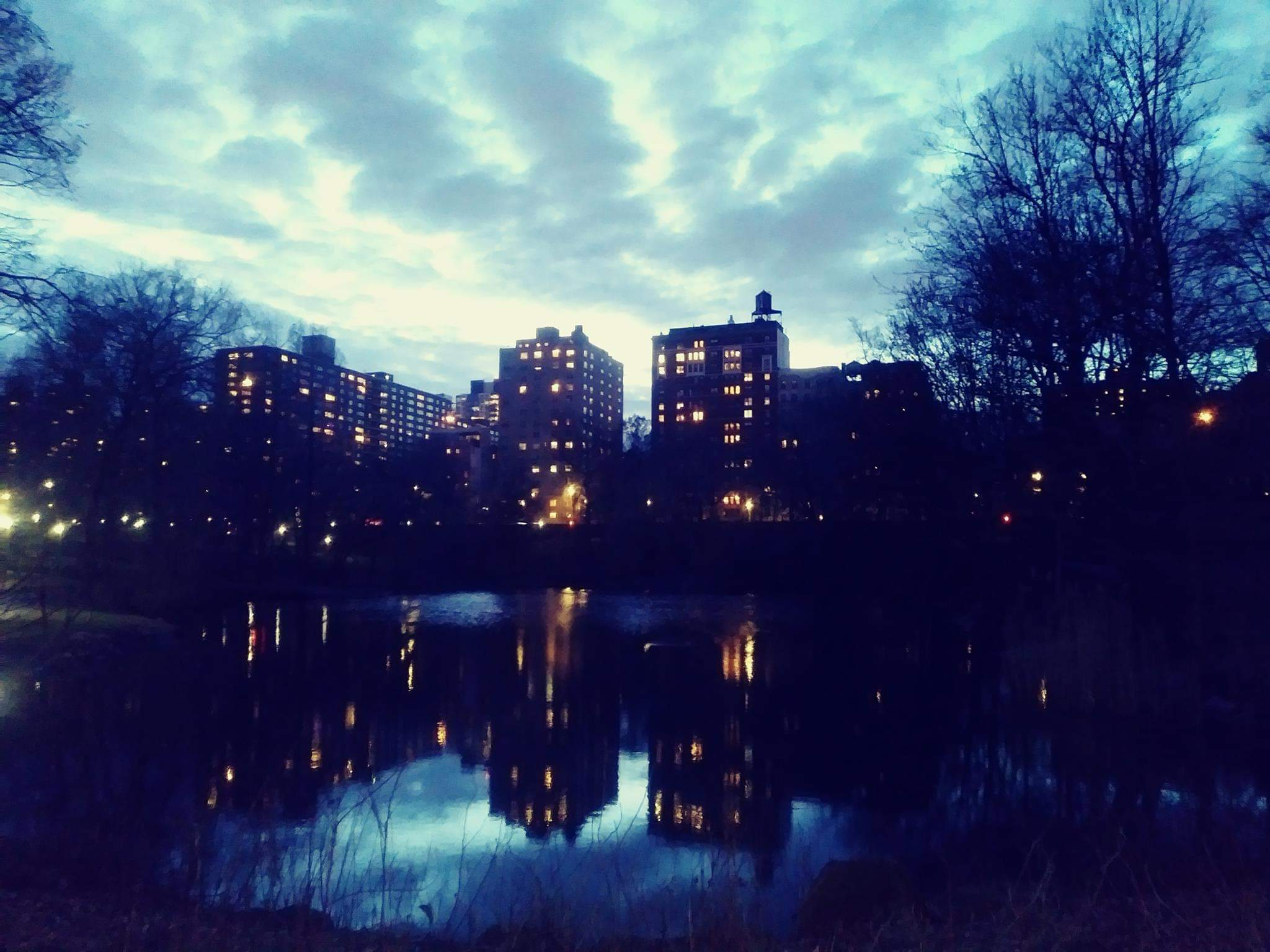
Edificios de Central Park West entre las calles 100 y 102 en Manhattan Valley, vistos desde Central Park.

## Desarrollos modernos
Manhattan Valley se ha gentrificado constantemente desde los años 1980, junto con el resto del Upper West Side y Harlem.
A pesar de que Broadway alberga la mayoría de los comercios, la Avenida Amsterdam ha emergido como un importante punto de comercio y entretenimiento con seis bares en dos cuadras en West 110th Street hasta la Calle 108.

## Demografía
Según la Oficina del Censo de los Estados Unidos, en 2000, el barrio tenía una población de 48,983 personas, de la cual el 44% son de origen hispano, 32% afroamericanos, y 24% asiáticos. 55% de los residentes son de bajos ingresos (en la cual es de $13,854). Las familias más adineradas viven en el oeste de Broadway y al este de la Avenida Manhattan. Del total de la población de Manhattan Valley, el 20.76% tienen seguro social y el 23% obtienen ayuda económica.